# Kaja Eržen
Kaja Eržen (Kranj, 21 agosto 1994) è una calciatrice slovena, difensore e centrocampista della Ternana e della nazionale slovena.

## Carriera

### Club

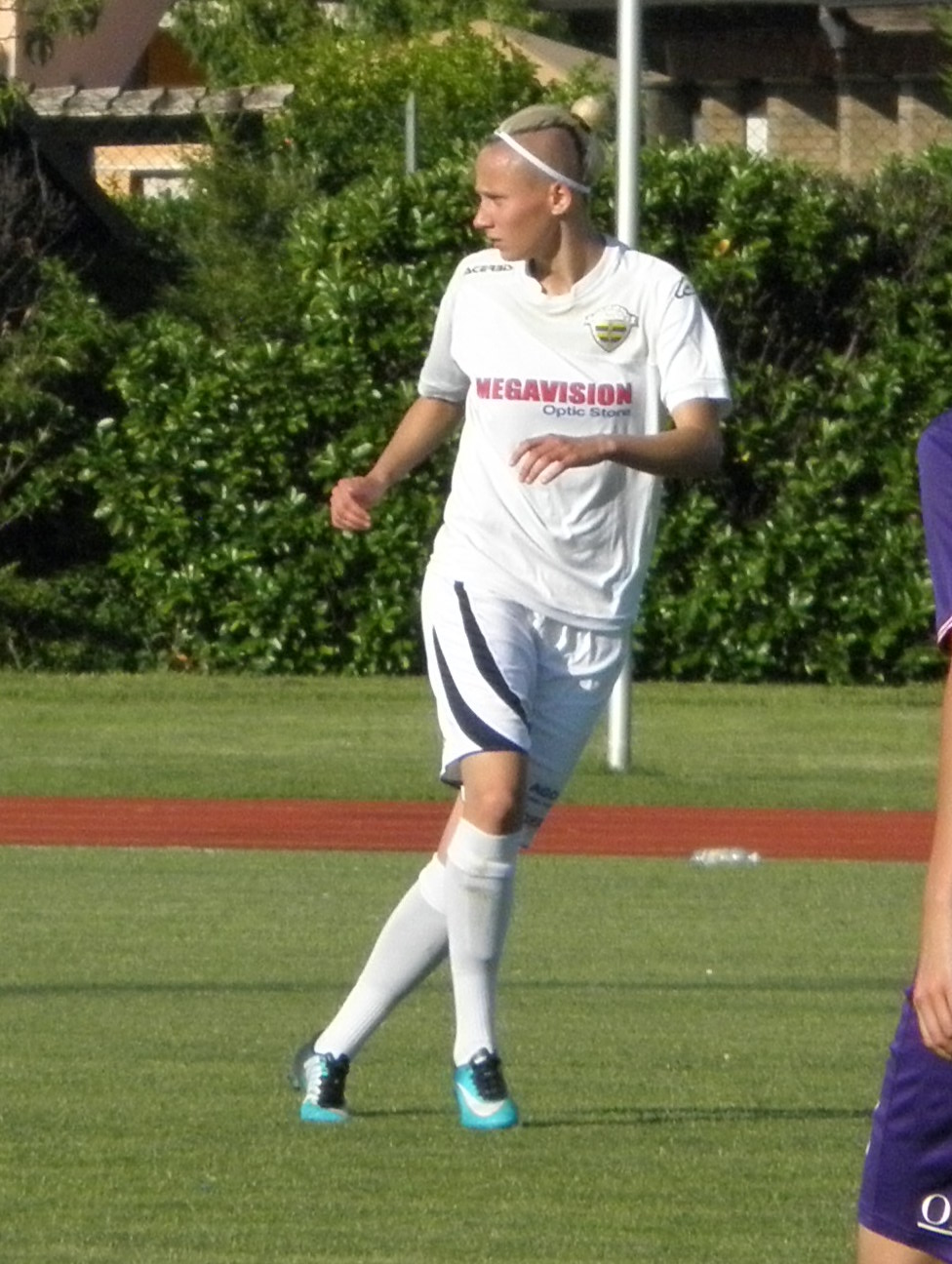
Kaja Eržen con la maglia del il 16 giugno 2018.

Kaja Eržen nasce come mediano; inizia la sua carriera tesserandosi con lo ŽNK Velesovo Kamen Jerič, squadra con la quale nel 2008, all'età di 14 anni, ha fatto il suo debutto in Druga ženska slovenska nogometna liga (2.ŽNL), secondo livello del campionato sloveno femminile di calcio. Nella successiva stagione ha contribuito alla promozione della sua squadra in Prva ženska slovenska nogometna liga (1.ŽNL), rimanendo con la società di Cerklje na Gorenjskem fino al termine della stagione 2010-2011.
Durante il calciomercato estivo 2011 si trasferisce alle allora campionesse in carica del Pomurje. Con la squadra di Pomurje si mette in luce, conquistando nelle due stagioni fino al 2013 il double campionato-coppa di Slovenia. Durante il successivo calciomercato invernale, con un tabellino personale di 27 reti siglate su 19 incontri disputati, decide di lasciare la società per approdare al suo primo campionato estero, quello austriaco, sottoscrivendo un accordo con il Carinthians dove ritrova le connazionali Lara Ivanuša e Lucija Grad. Veste la maglia della società di Glanegg fino al termine della stagione dove però trova poco spazio, congedandosi con due sole presenze e una rete siglata.
La stagione successiva decide di rimanere in Austria, accettando la proposta del LUV Graz, dove il tecnico Boris Ljubič, suo connazionale, la schiera nel reparto offensivo. Eržen contribuisce con le compagne, delle quali sette sono anch'elle slovene, a raggiungere la settima posizione e la conseguente salvezza.
Durante il calciomercato estivo si trasferisce nuovamente in patria, sottoscrivendo un accordo con l'Olimpia Lubiana con il quale vince il campionato contribuendo con le sue 22 reti su 19 incontri, seconda marcatrice della squadra dopo Natalija Golob (36).
Nel luglio 2017 decide di ritornare all'estero, sottoscrivendo un contratto con il Tavagnacco per disputare il campionato di Serie A, massimo livello del campionato italiano, dalla stagione entrante. Al suo primo campionato condivide il percorso con le compagne che vede la squadra friulana essere tra le protagoniste, mantenendo la terza posizione dalla 4ª giornata fino al termine della stagione, competitività confermata anche in Coppa Italia dove raggiunge le semifinali venendo eliminata dal Brescia. Proprio per la decisione di quest'ultima di non iscriversi al successivo campionato il Tavagnacco si gioca la chance di accedere alla UEFA Women's Champions League 2018-2019 in una partita secca di spareggio con le avversarie della Fiorentina, incontro che vedrà prevalere le Viola per 3-0. Eržen veste la casacca gialloblu anche nella stagione 2018-2019 che priva del bomber Lana Clelland, fatica a ritrovare una competitività tale da farla uscire dalla parte bassa della classifica. La calciatrice slovena, sempre presente nei 22 incontri di campionato, risulta essere con 4 reti all'attivo la terza marcatrice della squadra, con il Tavagnacco che riesce ad ottenere un ottavo posto e la conseguente salvezza.
Nel luglio 2019 passa dal Tavagnacco alla Roma per disputare nuovamente il campionato di Serie A, ricoprendo principalmente il ruolo di terzino destro. Nelle due stagioni con la squadra capitolina, sotto la guida tecnica di Elisabetta Bavagnoli, Eržen matura complessivamente 26 presenze nella massima serie, tutte nel ruolo di centrocampista. Alla sua prima stagione in giallorosso gioca 13 partite su 16 incontri, prima dell'interruzione del campionato causa la pandemia di COVID-19, andando a rete  alla 5ª giornata di campionato, siglando la rete che apre le marcature nella vittoria per 2-1 sul Sassuolo, maturando inoltre una presenza in Coppa Italia. Nella successiva stagione 2019-2020 colleziona nuovamente 13 presenze in campionato, alle quali si aggiungono le 5 in Coppa Italia e una in Supercoppa, nell'unico incontro giocato dalle capitoline per la nuova formula che vede iscritte al torneo le prime quattro squadre classificate in Serie A la precedente stagione. Questa è anche la stagione che porta in bacheca il suo sesto trofeo personale, il primo conquistato in Italia, condividendo con le compagne la conquista della sua prima Coppa Italia nonché il primo trofeo femminile conseguito dalla società, ottenuta superando il Milan ai calci dio rigore dopo che i tempi regolamentari si erano conclusi sullo 0 a 0. Nell'estate 2021, tramite i suoi canali social, la calciatrice annuncia la sua partenza dal club romano.
Il successivo 9 luglio il Napoli annuncia il suo arrivo alla squadra partenopea. Eržen condivide con le compagne il difficile percorso della sua squadra che prima affidata al tecnico Alessandro Pistolesi e poi, dopo il suo esonero, alla coppia Giulia Domenichetti e Roberto Castorina, stenta a uscire dalle zone di bassa classifica non andando oltre al 10 posto in campionato, posizione che per il rinnovato regolamento per la stagione successiva di Serie A non basta a evitare la retrocessione. Riscuotendo la fiducia di entrambe le direzioni tecniche del Napoli, Eržen, assieme alla svedese Sejde Abrahamsson, matura 20 presenze su 22 incontri disputati, andando anche a rete in un'occasione, quando apre le marcature nella vittoria per 4-3 in trasferta sulla Lazio all'8ª giornata.
Il 19 luglio 2022, Eržen passa a titolo definitivo alla Fiorentina, sempre in Serie A, in vista della stagione entrante. Segna la sua prima rete in viola il 6 novembre 2024, nella vittoria di Coppa Italia contro l'Arezzo.
Il 18 luglio 2025, viene acquistata a titolo definitivo dalla Ternana, neopromossa nella massima serie italiana.

## Statistiche
Statistiche aggiornate al 10 maggio 2025.

### Presenze e reti nei club
| Stagione          | Squadra           | Campionato        | Campionato | Campionato | Coppe nazionali | Coppe nazionali | Coppe nazionali | Coppe continentali | Coppe continentali | Coppe continentali | Altre coppe | Altre coppe | Altre coppe | Totale | Totale |
| Stagione          | Squadra           | Comp              | Pres       | Reti       | Comp            | Pres            | Reti            | Comp               | Pres               | Reti               | Comp        | Pres        | Reti        | Pres   | Reti   |
| ----------------- | ----------------- | ----------------- | ---------- | ---------- | --------------- | --------------- | --------------- | ------------------ | ------------------ | ------------------ | ----------- | ----------- | ----------- | ------ | ------ |
| 2017-2018         | Tavagnacco        | A                 | 21+1       | 2          | CI              | 6               | 3               |                    | -                  | -                  |             | -           | -           | 28     | 5      |
| 2018-2019         | Tavagnacco        | A                 | 22         | 4          | CI              | 2               | 0               |                    | -                  | -                  |             | -           | -           | 24     | 4      |
| Totale Tavagnacco | Totale Tavagnacco | Totale Tavagnacco | 43+1       | 6          |                 | 8               | 3               |                    | -                  | -                  |             | -           | -           | 51+1   | 9      |
| 2019-2020         | Roma              | A                 | 13         | 1          | CI              | 1               | 0               |                    | -                  | -                  |             | -           | -           | 14     | 1      |
| 2020-2021         | Roma              | A                 | 13         | 0          | CI              | 5               | 0               |                    | -                  | -                  | SI          | 1           | 0           | 19     | 0      |
| Totale Roma       | Totale Roma       | Totale Roma       | 26         | 1          |                 | 6               | 0               |                    | -                  | -                  |             | 1           | 0           | 33     | 1      |
| 2021-2022         | Napoli            | A                 | 20         | 1          | CI              | 2               | 0               |                    | -                  | -                  |             | -           | -           | 22     | 1      |
| 2022-2023         | Fiorentina        | A                 | 21         | 0          | CI              | 1               | 0               |                    | -                  | -                  |             | -           | -           | 22     | 0      |
| 2023-2024         | Fiorentina        | A                 | 22         | 0          | CI              | 6               | 0               |                    | -                  | -                  |             | -           | -           | 28     | 0      |
| 2024-2025         | Fiorentina        | A                 | 20         | 0          | CI              | 4               | 1               | UWCL               | 4                  | 0                  | SI          | 1           | 0           | 29     | 1      |
| Totale Fiorentina | Totale Fiorentina | Totale Fiorentina | 63         | 0          |                 | 16              | 1               |                    | 4                  | 0                  |             | 2           | 0           | 85     | 1      |
| 2025-2026         | Ternana           | A                 | -          | -          | CI              | -               | -               | -                  | -                  | -                  | AWC         | -           | -           | -      | -      |
| Totale carriera   | Totale carriera   | Totale carriera   | 153+       | 8+         |                 | 24+             | 5+              |                    | 4                  | 0                  |             | 2           | 0           | 183+   | 13+    |

## Palmarès
- Campionato sloveno: 3

Pomurje: 2011-2012, 2012-2013
Olimpia Lubiana: 2016-2017
- Coppa di Slovenia femminile: 2

Pomurje: 2011-2012, 2012-2013
- Coppa Italia: 1

Roma: 2020-2021